# Léa Drucker
Pour les articles homonymes, voir Drucker.
Léa Drucker est une actrice française, née le 23 janvier 1972 à Caen.
Elle obtient le César de la meilleure actrice pour son rôle dans Jusqu'à la garde lors des César 2019.

## Biographie
Léa Dorothy Irène Drucker est la fille aînée de Jacques Drucker, professeur de médecine dont les parents, juifs nés en Autriche-Hongrie, sont arrivés en France en 1925 et ont été naturalisés en 1937, et de Martine Le Cornec, ex-professeure d'anglais au lycée Émile-Littré à Avranches, au collège Le Clos-Tardif à Saint-James, et au lycée de l’Europe à Dunkerque, qui possède actuellement[Quand ?] une galerie d'art à Vains, la galerie Mic.
Elle est la nièce de l'animateur de télévision Michel Drucker et du fondateur de M6 Jean Drucker, et la cousine de la journaliste Marie Drucker.
Elle passe sa jeunesse avec sa famille aux États-Unis entre Washington (où elle se découvre une passion pour le patin à glace) et Boston, ainsi qu'en France dans l'archipel normand des îles Chausey.
Elle découvre sa vocation en 1987, lorsqu'elle participe au club de théâtre du lycée Molière à Paris. Elle est élève au lycée Montaigne[réf. nécessaire].

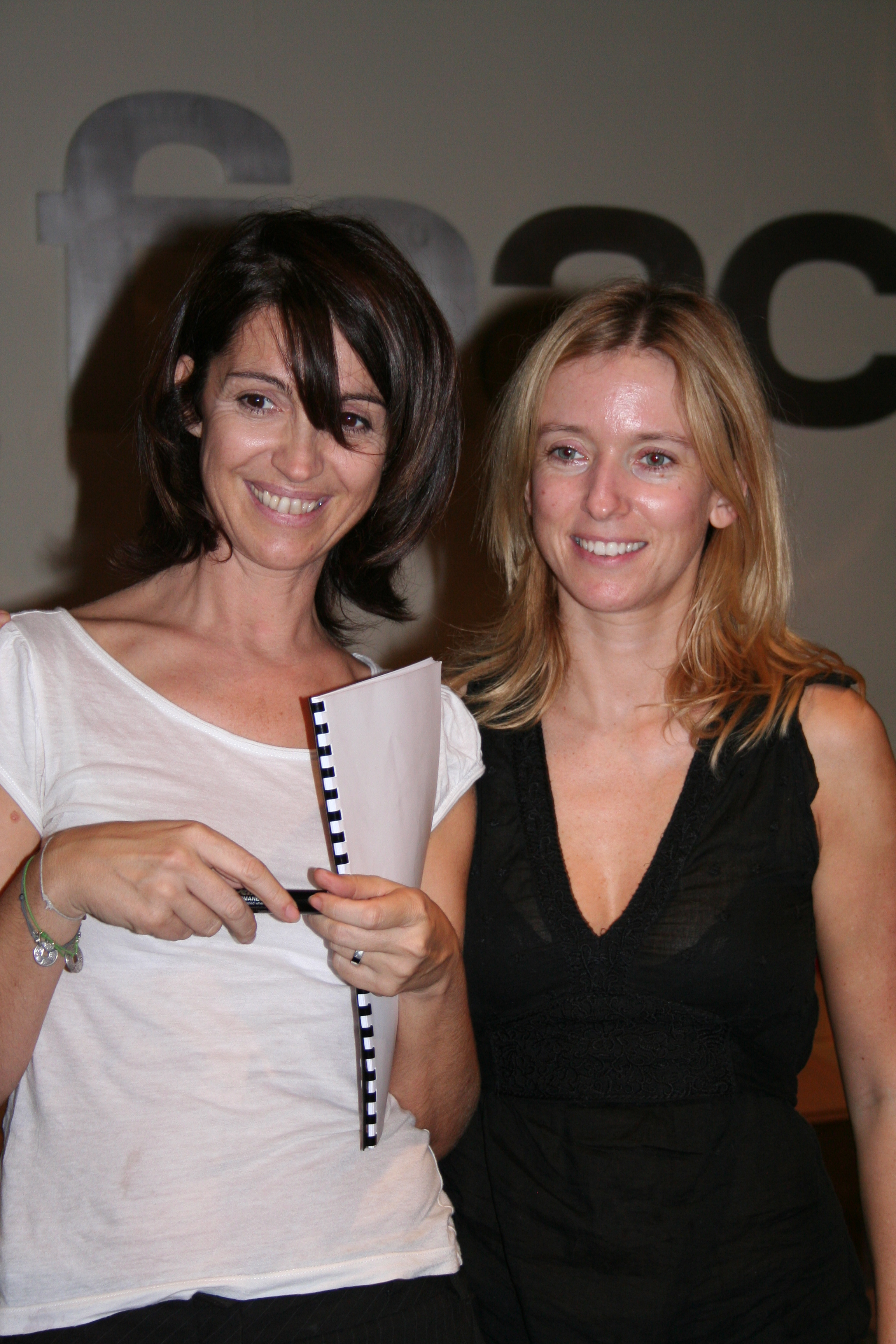
Zabou Breitman et Léa Drucker en 2006.

### Carrière
Léa Drucker suit des cours de comédie à l'École de la rue Blanche. Édouard Baer l'aide en l'engageant comme chroniqueuse chez Radio Nova. Sa carrière de comédienne au théâtre prend véritablement son essor en 1999 dans des pièces classiques (Le Misanthrope, mis en scène par Roger Hanin), ou contemporaines (Blanc, d'Emmanuelle Marie, mis en scène par Zabou Breitman et Matthieu Le Bihan, pièce dans laquelle elle incarne la sœur cadette d'Isabelle Carré).
En 1988 elle apparaît pour la première fois à l'écran en tant que figurante dans Kung-fu Master d'Agnès Varda. Elle fait des apparitions au petit écran dans des séries comme Chien et chat puis Anne Le Guen en 1995, et dans des téléfilms comme Colis d'oseille Yves Lafaye en 1993.
En 2001 elle est présélectionnée comme meilleur espoir féminin aux Césars 2001 pour Chaos de Coline Serreau.
En 2002 elle interprète son premier « premier rôle » au cinéma avec Papillons de nuit réalisé par John Pepper.
En 2012 elle retrouve Thomas Gilou dans La Vérité si je mens ! 3, 17 ans après un de ses premiers rôles dans Raï.
Elle mène une carrière alternant cinéma, télévision et théâtre.
De 2015 à 2017 elle interprète le rôle d'une psychiatre de la DGSE dans la série télévisée Le Bureau des légendes.
En 2019 elle obtient le César de la meilleure actrice pour son rôle dans Jusqu'à la garde.
De 2019 à 2022 elle interprète le rôle d'une astrophysicienne de l'IRAM dans la série télévisée La Guerre des mondes. 
En 2022 elle joue l'une des mères dans Close de Lukas Dhont, qui obtient le grand prix du Festival de Cannes 2022. 
Dans le film d'animation de science-fiction Mars Express de Jérémie Périn, elle prête sa voix à la protagoniste Aline Ruby, détective prise dans une course contre-la-montre avec son coéquipier androïde .

## Vie privée
Elle est pacsée à Julien Rambaldi avec qui elle a une fille, Martha, née le 11 juillet 2014.

## Filmographie

### Cinéma

#### Longs métrages
- 1988 : Kung-fu Master d'Agnès Varda : une copine à la boum de Lucy (figuration)
- 1991 : La Thune de Philippe Galland : la meilleure amie d'Edwige
- 1992 : Tableau d'honneur de Charles Nemes : Solange
- 1995 : Raï de Thomas Gilou
- 1997 : Assassin(s) de Mathieu Kassovitz : Léa
- 1997 : Bouge ! de Jérôme Cornuau : Nathalie
- 1998 : L'Annonce faite à Marius d'Harmel Sbraire : Brigitte
- 1999 : Mes amis de Michel Hazanavicius : Gilda
- 1999 : Peut-être de Cédric Klapisch : Clotilde
- 1999 : Un pur moment de rock'n roll de Manuel Boursinhac : Florence
- 2001 : Chaos de Coline Serreau : Nicole
- 2002 : Papillons de nuit de John Pepper : Roberta
- 2002 : Trois zéros de Fabien Onteniente : Debby
- 2002 : Filles perdues, cheveux gras de Claude Duty : Coraline
- 2002 : Dans ma peau de Marina de Van : Sandrine
- 2003 : Bienvenue au gîte de Claude Duty : Agnès
- 2004 : Narco de Tristan Aurouet et Gilles Lellouche : la jumelle patineuse
- 2005 : Dans tes rêves de Denis Thybaud : Jenny
- 2005 : Akoibon d'Édouard Baer : la touriste
- 2005 : Virgil de Mabrouk El Mechri : Margot
- 2006 : L'Homme de sa vie de Zabou Breitman : Frédérique
- 2006 : Les Brigades du Tigre de Jérôme Cornuau : Léa
- 2007 : Tel père telle fille d'Olivier de Plas : Aliice
- 2008 : Coluche : L'Histoire d'un mec d'Antoine de Caunes : Véronique Colucci
- 2008 : Le Bruit des gens autour de Diastème : Kate
- 2009 : Cyprien  de David Charhon : Héléna
- 2010 : Pièce montée de Denys Granier-Deferre : Hélène
- 2010 : Les Meilleurs Amis du monde de Julien Rambaldi : Mathilde
- 2010 : Pauline et François de Renaud Fély : Catherine
- 2012 : La Vérité si je mens ! 3 de Thomas Gilou : Muriel Salomon
- 2012 : Je me suis fait tout petit de Cécilia Rouaud : Ariane
- 2013 : Le Grand Méchant Loup de Nicolas et Bruno : Patricia Delcroix dite « Patoche »
- 2013 : Je suis supporter du Standard de Riton Liebman :  Martine
- 2014 : La Chambre bleue de Mathieu Amalric : Delphine Gahyde
- 2015 : Arrêtez-moi là de Gilles Bannier : Louise Lablache
- 2016 : Des nouvelles de la planète Mars de Dominik Moll : Myriam
- 2017 : Jusqu'à la garde de Xavier Legrand : Myriam Besson
- 2017 : Les Grands Esprits d'Olivier Ayache-Vidal : Caroline
- 2018 : Place publique d'Agnès Jaoui : Nathalie
- 2019 : Synonymes de Nadav Lapid : la prof de français
- 2019 : Roxane de Mélanie Auffret : Anne-Marie
- 2019 : Je promets d'être sage de Ronan Le Page : Sybille
- 2019 : La Sainte Famille de Louis-Do de Lencquesaing : Marie
- 2019 : Deux de Filippo Meneghetti : Anne
- 2020 : C'est la vie de Julien Rambaldi : Manon Laval
- 2021 : Chère Léa de Jérôme Bonnell : Harriet
- 2022 : Adieu Paris d'Édouard Baer : l'auxiliaire de vie
- 2022 : Petite Solange d'Axelle Ropert : Aurélia Maserati
- 2022 : Le Monde d'hier de Diastème : Élisabeth de Raincy
- 2022 : Incroyable mais vrai de Quentin Dupieux : Marie
- 2022 : Les Femmes du square de Julien Rambaldi : Hélène
- 2022 : Couleurs de l'incendie de Clovis Cornillac : Madeleine Péricourt
- 2022 : Close de Lukas Dhont : Nathalie
- 2023 : L'Été dernier de Catherine Breillat : Anne
- 2024 : Un homme en fuite de Baptiste Debraux : Anna Radoszewski
- 2024 : Le Tableau volé de Pascal Bonitzer : Bertina
- 2025 : Le Mélange des genres de Michel Leclerc : Simone
- 2025 : Dossier 137 de Dominik Moll : Stéphanie
- 2025 : L'Intérêt d'Adam de Laura Wandel : Lucie

#### Courts métrages
- 1994 : Putain de porte de Jean-Claude Flamand-Barny et Delphine Quentin
- 1995 : Ah les femmes de Nicolas Hourès : Emmanuelle
- 1996 : 2 minutes 36 de bonheur de Tristan Aurouet et Gilles Lellouche
- 1998 : À tout de suite de Douglas Law
- 2002 : Concours de circonstance de Mabrouk El Mechri
- 2003 : Pourkoi... passkeu de Tristan Aurouet et Gilles Lellouche : Elle
- 2004 : Illustre inconnue de Marc Fitoussi : la coiffeuse
- 2004 : À quoi ça sert de voter écolo ? d'Aure Atika : Camille
- 2004 : Du bois pour l'hiver d'Olivier Jahan : la femme de Paul
- 2006 : 2 filles de Lola Doillon
- 2007 : J'ai plein de projets de Karim Adda : la femme à la porte
- 2007 : Faits divers de Bill Barluet : Marie
- 2008 : Animal singulier d'Hélène Guétary : Suzanne
- 2009 : Jeanine ou mes parents n'ont rien d'exceptionnel de Sophie Reine : la mère
- 2013 : Avant que de tout perdre de Xavier Legrand : Miriam
- 2022 : Hors de la brume de Tigrane Minassian : Annie

#### Animation
- 2023 : Mars Express de Jérémie Périn : Aline Ruby
- 2024 : Silex and the City, le film de Jul et Jean-Paul Guigue : Loren

### Télévision

#### Téléfilms
- 1993 : Colis d'oseille d'Yves Lafaye : Alice
- 1994 : Le Misanthrope d'Yves-André Hubert : Éliante
- 1997 : Et si on faisait un bébé ? de Christiane Spiero : Lil
- 2006 : La Blonde au bois dormant de Sébastien Grall : Estelle Fénelon
- 2007 : Divine Émilie d'Arnaud Sélignac : Émilie du Châtelet
- 2010 : À vos caisses de Pierre Isoard : Marie-Jo
- 2011 : Jeanne Devère de Marcel Bluwal : Jeanne Devère
- 2012 : Crapuleuses de Magaly Richard-Serrano : Pascale
- 2014 : Au nom des fils de Christian Faure : Odile Chasseuil
- 2014 : Des roses en hiver de Lorenzo Gabriele : Elsa
- 2015 : Pierre Brossolette ou les passagers de la lune de Coline Serreau : Gilberte Brossolette
- 2017 : La Consolation de Magaly Richard-Serrano : Gigi
- 2020 : Vulnérables d'Arnaud Sélignac : Elsa

#### Séries télévisées
- 1992 : Chien et chat, épisode Chien et chat de Philippe Galland : caissière
- 1995-1998 : Anne Le Guen de Daniel Janneau, Stéphane Kurc et Alain Wermus, quatre épisodes : Louise Le Guen
- 2000 : Duelles, épisode C'est lui de Laurence Katrian : Adriane Roux
- 2000 : Avocats et Associés, épisode Tractations de Denis Amar : maître Martine Mérieux
- 2001 : Avocats et Associés, épisode L'Ogresse de Philippe Triboit : maître Castor
- 2002 : Fabien Cosma, épisode Le Poids d'une vie de Franck Apprédéris : Valérie
- 2005-2006 : Kaamelott d'Alexandre Astier, épisodes La Blessure mortelle et La Réponse : la Fée Morgane
- 2009 : L'une chante, l'autre aussi d'Olivier Nicklaus (documentaire) : elle-même
- 2009 : Suite noire (collection) : Envoyez la fracture de Claire Devers : Nora
- 2015-2017 : Le Bureau des légendes d'Éric Rochant : docteur Laurène Balmes
- 2019-2022 : La Guerre des mondes (War of the Worlds) : Catherine Durand
- 2023 : Sous contrôle d'Erwan Le Duc : Marie Tessier

#### Séries d'animation
- 2016 : Blaise, créée par Dimitri Planchon, réalisée par Jean-Paul Guigue, trente épisodes[7] : la mère[8]
- 2018-2020 : 50 nuances de Grecs de Jul : divers voix

## Théâtre
- 1994 : Le Misanthrope de Molière, mise en scène Roger Hanin
- 1994 : Lysistrata d'Aristophane, mise en scène Samuel Serreau-Labib
- 1995 : Le Projet de Gilles Dyrek, Frédéric Hulné, Arnaud Lemort et Philippe Vieuxort, mise en scène Gilles Dyrek, tournée
- 1995 : Le Mot de Victor Hugo, mise en scène Xavier Marcheschi
- 1995 : El Burlador de Sevilla y convidado de piedra de Tirso de Molina, mise en scène Jean-Louis Jacopin
- 1996 : Plaidoyer pour un boxeur de Marcia Romano, mise en scène Serge Brincat, Le Jeune Théâtre National, Paris, La Ferme du buisson, Noisiel
- 1996 : Les Vilains de Marjorie Nakache d’après Ruzzante, mise en scène Marjorie Nakache, Théâtre de Stains
- 2000 : Extrême Nudité de Christiane Liou, mise en scène Hans-Peter Cloos, Théâtre Essaïon
- 2000 : Danny et la grande bleue de John Patrick Shanley, mise en scène de John R. Pepper, Le Proscenium, Paris, Festival off d'Avignon
- 2001 : Danny et la grande bleue de John Patrick Shanley, mise en scène de John R. Pepper, Théâtre Dejazet, Paris
- 2002 : Mangeront-ils ? de Victor Hugo, mise en scène Benno Besson, Théâtre Vidy-Lausanne, Théâtre des Célestins, Théâtre national de Bretagne
- 2003 : Mangeront-ils ? de Victor Hugo, mise en scène Benno Besson, Théâtre de Bourg-en-Bresse, Théâtre de la Ville
- 2003 : 84, Charing Cross Road de Helene Hanff, mise en scène Serge Hazanavicius, Théâtre de l'Atelier
- 2004 : Trois Jours de pluie de Richard Greenberg, adaptation et mise en scène Jean-Marie Besset et Gilbert Désveaux, Théâtre de l'Atelier
- 2006 : Blanc d'Emmanuelle Marie, mise en scène Zabou Breitman, Théâtre de la Madeleine
- 2006 : La Folle et Véritable Vie de Luigi Prizzoti d'Édouard Baer, La Cigale, Paris
- 2007 : Le Système Ribadier de Georges Feydeau, mise en scène Christian Bujeau, Théâtre Montparnasse
- 2008 : Blackbird de David Harrower, mise en scène Claudia Stavisky, Théâtre des Célestins, Théâtre des Abbesses
- 2009 : Blackbird de David Harrower, mise en scène Claudia Stavisky, Théâtre du Nouveau Monde (Montréal).
- 2009 : Miam-miam ou le Dîner d'affaires d'Édouard Baer, Théâtre Marigny
- 2010 : Blackbird de David Harrower, mise en scène Claudia Stavisky, Théâtre des Célestins
- 2010 : L'Amant de Harold Pinter, mise en scène Didier Long, Théâtre Marigny
- 2011 : Jeux de scène d'après Victor Haïm, mise en scène par Zabou Breitman pour la 25e cérémonie des Molières, Maison des Arts de Créteil
- 2011 : Mer de Tino Caspanello, mise en scène Jean-Louis Benoît, Théâtre de l'Atelier
- 2012 : Lucide de Rafael Spregelburd, mise en scène Marcial Di Fonzo Bo, Théâtre Marigny
- 2012 : Demain il fera jour de Henry de Montherlant, mise en scène Michel Fau, Festival de Figeac
- 2012-2013 : À la française d'Édouard Baer, mise en scène de l'auteur, Théâtre Marigny, Théâtre Liberté, tournée
- 2013 : Demain il fera jour de Henry de Montherlant, mise en scène Michel Fau, théâtre de l'Œuvre
- 2015 : Un amour qui ne finit pas d'André Roussin, mise en scène Michel Fau, Théâtre Montansier, théâtre de l'Œuvre
- 2016 : La Porte à côté de Fabrice Roger-Lacan, mise en scène Bernard Murat, en tournée
- 2016 : Un amour qui ne finit pas d'André Roussin, mise en scène Michel Fau, théâtre Antoine
- 2017 : Cuisine et Dépendances et Un air de famille de Jean-Pierre Bacri et Agnès Jaoui, mise en scène Agnès Jaoui, théâtre de la Porte-Saint-Martin
- 2017 : La Vraie Vie de Fabrice Roger-Lacan, mise en scène Bernard Murat, théâtre Édouard-VII
- 2019 : La Dame de chez Maxim de Georges Feydeau, mise en scène Zabou Breitman, théâtre de la Porte-Saint-Martin

## Distinctions et honneurs

### Récompenses
- Globes de cristal 2007 : Meilleure actrice pour L'Homme de sa vie
- César 2019 : César de la meilleure actrice pour Jusqu'à la garde

### Nominations
- Molières 2001 : Molière de la révélation théâtrale pour Danny et la grande bleue
- Molières 2004 : Molière de la révélation théâtrale pour 84 Charing Cross Road
- Molières 2016 : Molière de la comédienne dans un spectacle de théâtre privé pour Un amour qui ne finit pas
- Globe de cristal 2019 : Meilleure actrice pour Jusqu'à la garde
- Lumières de la presse internationale 2019 : Lumière de la meilleure actrice pour Jusqu'à la garde
- Molières 2020 : Molière de la comédienne dans un spectacle de théâtre privé pour La Dame de chez Maxim
- César 2024 : Meilleure actrice pour L'Été dernier

### Décorations
- Chevalière de l'ordre des Arts et des Lettres le 12 mars 2019[9]
- Chevalière de la Légion d'honneur par décret du 11 juillet 2025, au titre de « actrice, comédienne ; 34 ans de services »[10]